# ادوارد آکسفورد
ادوارد آکسفورد (انگلیسی: Edward Oxford; ۱۹ آوریل ۱۸۲۲ – ۲۳ آوریل ۱۹۰۰) ادوارد آکسفورد (۱۹ آوریل ۱۸۲۲–۲۳ آوریل ۱۹۰۰) مردی انگلیسی بود که در سال ۱۸۴۰ اقدام به ترور ملکه ویکتوریا کرد. او اولین نفر از هفت نفر غیرمرتبط بود که بین سال‌های ۱۸۴۰ تا ۱۸۸۲ سعی در کشتن او داشتند. ادوارد آکسفورد در بیرمنگام متولد و بزرگ شد. رفتار نامنظم و گاهی تهدیدآمیز یا خشونت‌آمیز داشت. او یک سری شغل در میخانه‌ها داشت که همه آنها را به خاطر رفتارش از دست داد. در سال ۱۸۴۰، مدت کوتاهی پس از اخراج از یک میخانه، دو تپانچه خرید و دو بار به سمت ملکه ویکتوریا و همسرش شاهزاده آلبرت شلیک کرد که به کسی آسیبی نرسید.
آکسفورد نهایتاً دستگیر و به خیانت بزرگ متهم شد. هیئت منصفه متوجه شد که او به دلیل جنون گناهکار نیست و به رضایت اعلیحضرت به مدت نامحدود در دو آسایشگاه جنایی جنایتکاران ایالتی بازداشت شد: ابتدا در بیمارستان سلطنتی بیتلم و سپس، پس از ۱۸۶۴، بیمارستان برادمور.
در سال ۱۸۶۷ به آکسفورد پیشنهاد شد که در صورت نقل مکان به مستعمره بریتانیا آزاد شود. او پذیرفت و با نام جدید «جان فریمن» در ملبورن استرالیا ساکن شد. او به کار دکور مشغول شد و ازدواج کرد و در کلیسای محلی خود به یک چهره قابل احترام تبدیل شد. او شروع به نوشتن داستان‌هایی در مورد جنبه‌های اولیه زندگی ملبورن برای مجله آرگوس (The Argus) کرد که با نام مستعار «لیبر» منتشر شد. او بعداً کتابی به نام نورها و سایه‌های زندگی در ملبورن Lights and Shadows of Melbourne Life منتشر کرد که هم به بخش‌های مرفه و نازیبای ملبورن می‌پردازد.